# Hieracium caledonicum
Hieracium caledonicum es una especie de planta con flor del género Hieracium, de la familia Asteraceae, orden Asterales.

## Distribución
Hieracium caledonicum se distribuye por Escocia y las Islas Orcadas.

## Taxonomía
Fue descrita científicamente por F. J. Hanb. Fue publicada en J. Bot. 27: 75 (1889).